# Ліберов Петро Дмитрович
Ліберов Петро Дмитрович (27 (14).01.1904 — 11 жовтня 1983) — радянський російський археолог, фахівець у галузі культур скіфського часу та бронзової доби. Доктор історичних наук (1971).

## Біографічні відомості
Народився в с. Труфаногори Пінезького повіту Архангельської губернії (нині Пінезький район, Архангельської області). Закінчив історичний факультет Московського інституту філософії, літератури та історії (1939), навчався там в аспірантурі під керівництвом професора Б. Гракова. Завершити її завадила Німецько-радянська війна, що почалася в 1941 році. Усю війну Ліберов провів у лавах діючої армії.
Після демобілізації у 1946—1948 рр. навчався в аспірантурі Інституту історії матеріальної культури АН СРСР (з 1957 — Інститут археології АН СРСР). У 1948 році захистив кандидатську дисертацію на тему: «Скіфські кургани Київщини» і відтоді й до кінця життя працював в Інституті археології АН СРСР: науковим співробітником, завідувачем лабораторії камеральної обробки, заступником директора інституту (з 1960). 
Досліджував культури епохи ранньої залізної доби в Подніпров'ї та Подонні. Провів обстеження і розкопки багатьох пам'яток скіфського часу в Україні та Подонні, зокрема низки курганів у басейні Сіверського Донця (приток Дону) і відомих Мастюгінських курганів на Середньому Доні. Обґрунтував хронологію і періодизацію пам'яток Подніпров'я скіфського часу з рубежу 8–7 стліть по 3 століття до н. е., дав найбільш повну характеристику всіх складових скіфської культури, розкрив процес асиміляції скіфськими елементами місцевої культури. Наголошував, що переважання скіфської культури над місцевою фіксується лише з межі 5–4 століть до н. е. Надавав великої ваги вивченню господарських засад давніх суспільств.
Помер у м. Москва.